# 5-та окрема танкова бригада (РФ)
5-та окрема гвардійська танкова Тацинська Червоного прапора ордена Суворова бригада (5 ОТБр, в/ч 46108) — з'єднання танкових військ Збройних сил Російської Федерації чисельністю в бригаду. Пункт постійної дислокації — м. Улан-Уде, Бурятія. Перебуває у складі 36-ї загальновійськової армії, Східний військовий округ.
У 2015 році підрозділи бригади брали участь у боях війни на сході України в Дебальцевому.
У березні 2022 в ході Київської операції вчинила військові злочини в Ірпені, Бучі, Гостомелі.

## Історія
Після розпаду СРСР в 1992 році 245-та мотострілецька дивізія 57-го армійського корпусу ввійшла до складу Збройних сил РФ з місцем дислокації с.Заозерний (Гусиноозерськ-3).[джерело?]
Влітку 1997 року 507-й танковий полк передислокований в місто Кяхта, взамін звідти прибув 160-й гвардійський танковий полк.[джерело?]
1 вересня 1997 року дивізія була згорнута та перетворена на 6803-тю базу зберігання озброєння та майна.
1 грудня 2001 року частина отримала Бойовий прапор та всі нагороди від розформованої 2-ї гвардійської танкової дивізії (с. Безрічна, Читинська область).
1 грудня 2006 року переформована на 6-ту гвардійську базу зберігання озброєння та техніки (мотострілецьких військ) зі збереженням почесних найменувань та нагород.
В 2009 році вчергове Бойовий прапор, почесне найменування та історичний формуляр був переданий новоствореній 5-й окремій танковій бригаді. Крім бази зберігання основою для бригади стали підрозділи 5-ї гвардійської танкової дивізії з міста Кяхта.
Бригада регулярно бере участь у військових навчаннях, включаючи масштабні стратегічні навчання, такі як "Схід-2018" та "Захід-2021".

### Російсько-українська війна
З'єднання 5 ОТБр брали участь у боях під Дебальцевим та Вуглегірськом разом зі з'єднаннями 37 ОМСБр.
За словами пораненого танкіста бригади Доржи Батомункуєва, однією із задач з'єднання була вогнева підтримка піхоти, що зайняла селище Логвинове на трасі Дебальцеве-Бахмут.
12 лютого 2015 року, 3 танки 1-ї танкової бригади на чолі з капітаном Олександром Морозом вийшли з села Луганського і прикривали лівий фланг сил 30-ї бригади, що йшли на Логвинове. Українські танкісти у 20-хвилинному бою ліквідували щонайменш 3 російських Т-72 5-ї танкової бригади РФ.
Про відбиття контратаки українських військ на Логвинове розповів і Доржи Батомункуєв, танк якого був підбитий у бою.
Фото танку бригади з відірваним котком, що був знятий раніше ще цілим під Дебальцевим, був опублікований російським військовослужбовцем.

### Інтервенція до Сирії
На початку грудня 2016 року стало відомо про загибель декількох російських військовослужбовців в Сирії (точна дата та обставини смерті офіційно не названі). Серед них був названий командир 5-ї окремої танкової бригади Руслан Галіцький. Так само як і у випадку з вторгненням до України, офіційна інформація про участь (або не участь) російських військових підрозділів у сирійській кампанії не розголошується. Руслан Галіцький начебто перебував у Сирії в ролі «радника».

### Російське вторгнення в Україну 2022 року
3—4 квітня 2022 року низка українських джерел, з посиланням на спецслужби, вперше назвала підрозділи Збройних сил Росії, які вчиняли воєнні злочини під час окупації населених пунктів під Києвом. 5-та бригада окупувала район Житомирської траси за Києвом.

## Структура та склад
5 ОТБр має типову для танкових бригад структуру, до її складу входять:
- управління;
- 1-й танковий батальйон;
- 2-й танковий батальйон;
- 3-й танковий батальйон;
- мотострілецький батальйон;
- гаубичний самохідно-артилерійський дивізіон;
- реактивний артилерійський дивізіон;
- зенітний ракетний дивізіон;
- зенітний дивізіон;
- батальйон управління (зв'язку);
- батальйон матеріального забезпечення;
- окрема стрілецька рота (снайперів);
- окрема розвідувальна рота;
- окрема інженерно-саперна рота;
- окрема рота РХБЗ;
- окрема рота РЕБ;
- окрема ремонтна рота;
- окрема комендантська рота;
- окрема медична рота;
- взвод управління (начальника артилерії);
- взвод управління та радіолокаційної розвідки (начальника протиповітряної оборони);
- взвод управління (начальника розвідувального відділення);
- взвод інструкторів;
- окремий взвод військової поліції
- полігон;
- військовий оркестр[18].

На озброєнні бригади перебувають танки Т-72Б3, бойові машини піхоти БМП-2М, самохідні артилерійські установки 2С3М "Акація", реактивні системи залпового вогню 9К51М "Град", зенітні ракетно-артилерійські комплекси "Панцир-С1" та інша військова техніка.

## Командування
- гвардії полковник Микола Гальчишак
- ??? — Болгарєв Петро Миколайович
- ??? — 2016 полковник Галицький Руслан Вікторович[19] Загинув у Сирії в кінці листопаду — на початку грудня (точна дата та обставини загибелі невідомі)[14].
- (2022) полковник Кондров Андрій Вікторович[20][21][22]
- (2022) полковник Горячев Сергій Володимирович. Убитий в 2023 році в ході російського вторгнення в Україну.
- (з 2023) невідомо

## Втрати
З відкритих джерел відомо про деякі втрати 5 ОТБр:

## Матеріали
- 5 ОТБР, УЛАН УДЭ, ВВО (архів) // warfare.be